# José María Heredia
José María Heredia (Santiago di Cuba, 31 dicembre 1803 – Toluca, 7 maggio 1839) è stato un poeta cubano.

## Biografia
Ancora bambino, si trasferì con la sua famiglia da Santiago di Cuba a Santo Domingo, dove passò la maggior parte della sua infanzia; successivamente, quando il padre José Francisco Heredia fu nominato funzionario del Tribunale di Caracas, la sua famiglia si trasferì in Venezuela. Rientrato nel 1818 a Cuba, cominciò gli studi di Diritto all'Università de L'Avana, continuandoli l'anno dopo in Messico. Dopo la morte del padre nell'ottobre 1820 (assassinato in Messico), nel 1821 José María tornò a Cuba, e una volta terminati gli studi si stabilì come avvocato a Matanzas.
Già da allora aveva collaborato con diverse pubblicazioni, tra le quali El Revisor, e diresse il settimanale La Biblioteca de las Damas. Nel 1823, sul punto di pubblicare una edizione delle sue poesie, si vide coinvolto nella congiura "Soles y Rayos de Bolívar" e dovette fuggire precipitosamente verso gli Stati Uniti d'America. La sua vita negli Stati Uniti è ampiamente documentata nella corrispondenza che mantenne, tra gli altri, con Domingo del Monte, pubblicata nella Revista de Cuba. La prima edizione dei suoi versi apparve nel 1825 a New York.
Nello stesso 1825 fece il suo secondo viaggio in Messico, componendo durante il viaggio il suo Himno del desterrado (Ode dell'esiliato). La sua attività in Messico fu intensa e varia, tra funzioni legali e amministrative presso i Tribunali di Città del Messico e Cuernavaca, e docente di Letteratura e Storia. Nel 1832 pubblicò a Toluca una seconda edizione dei suoi versi, notevolmente rivista e ampliata. Scrisse anche in varie riviste come El Iris, La Miscelánea e El Conservador.
Nel 1836, dopo aver prestato una abiura pubblica dei suoi ideali indipendentisti, ebbe il permesso di tornare a Cuba, dove però poté rimanere solo quattro mesi: profondamente addolorato tornò in Messico, dove il presidente Guadalupe Victoria gli offrì asilo politico. A 35 anni morì di tubercolosi, malattia che contrasse negli Stati Uniti, il 7 maggio 1839, nella città messicana di Toluca.
José María Heredia è considerato come uno dei migliori poeti cubani, con il titolo di "Poeta Nazionale" e di "Cantor del Niágara" per il suo poema Oda al Niágara. È un insigne rappresentante della scuola pre-romantica, con alcune delle sue opere che sono delle straordinarie composizioni descrittive nelle quali plasma la sua percezione raffinata e rapida della natura: in esse si trova, come una delle sue caratteristiche principali, il senso spirituale del paesaggio fisico.
In suo onore, è stato istituito il Premio di Poesia "José María Heredia" , assegnato ogni anno nella sua città natale, Santiago di Cuba.